# Leptagonum
Leptagonum is een geslacht van kevers uit de familie van de loopkevers (Carabidae). De wetenschappelijke naam van het geslacht is voor het eerst geldig gepubliceerd in 1898 door Kolbe.

## Soorten
Het geslacht Leptagonum omvat de volgende soorten:
- Leptagonum allardi Basilewsky, 1959
- Leptagonum alternatum Burgeon, 1933
- Leptagonum elegans (Peringuey, 1904)
- Leptagonum insignicorne (Laferte-Senectere, 1853)
- Leptagonum interstitiale Kolbe, 1898
- Leptagonum overlaeti Burgeon, 1933
- Leptagonum puncticeps Basilewsky, 1953
- Leptagonum schoutedeni Burgeon, 1933
- Leptagonum sparsepunctatum Basilewsky, 1953
- Leptagonum wittei Burgeon, 1933